# Bořivoj Hádek
Bořivoj Hádek (ur. 28 kwietnia 1968 w Pilznie) – czeski żużlowiec, występujący również na długim torze i na trawie.

## Życiorys
Finalista indywidualnych mistrzostw świata juniorów (Zielona Góra 1987 – XI miejsce). Uczestnik memoriału Alfreda Smoczyka (Leszno 1988 – IX miejsce). Młodzieżowy mistrz Czechosłowacji (1989). Uczestnik półfinału kontynentalnego indywidualnych mistrzostw świata (Brokstedt 1992 – X miejsce).
Największe sukcesy odnosił w wyścigach na długim torze: czterokrotnie awansował do finałów indywidualnych mistrzostw świata (Mariańskie Łaźnie 1989 – XIII miejsce, Herxheim bei Landau/Pfalz 1990 – VIII miejsce, Mariańskie Łaźnie 1991 – XVIII miejsce, Pfarrkirchen 1992 – XIII miejsce). Był również dwukrotnym mistrzem Czechosłowacji (1990, 1991).
W 1993 r. wystąpił w dwóch meczach polskiej II ligi, w barwach klubu GKM Grudziądz.